# Province de La Havane
1879–2011
La province de la Havane (en espagnol provincia de La Habana) est une ancienne province de Cuba, supprimée en 2011 et partagée entre les nouvelles provinces d'Artemisa et Mayabeque. Sa capitale était la ville de La Havane.
La ville de La Havane s'étant constituée en province séparée, mais enclavée dans la province de la Habana, celle-ci reste néanmoins la capitale de ces deux provinces.

## Géographie
La province de La Havane est bordée à l'ouest par la province de Pinar del Río et à l'est par la province de Matanzas. Elle est baignée au nord et au sud par la mer des Caraïbes.
La côte sud est formée de marais.

## Économie
Une grande partie de l'agriculture de la province est adaptée à la production alimentaire, principalement du bétail, des pommes de terre et des fruits. À la différence des autres régions de Cuba, le sucre et le tabac jouent seulement un petit rôle dans l'économie de la province. 
Il y a également beaucoup d'industries dans la province, avec de nombreuses centrales électriques et moulins à canne à sucre.

## Municipalités
De 1976 à sa dissolution en 2011, la province était subdivisée en 19 municipalités (suivant la numérotation officielle) :
1. Mariel
2. Guanajay
3. Caimito
4. Bauta
5. San Antonio de los Baños
6. Bejucal
7. San José de las Lajas
8. Jaruco
9. Santa Cruz del Norte
10. Madruga
11. Nueva Paz
12. San Nicolás de Bari
13. Güines
14. Melena del Sur
15. Batabanó
16. Quivicán
17. Güira de Melena
18. Alquízar
19. Artemisa